# Clavulina mussooriensis
Clavulina mussooriensis är en svampart som beskrevs av Corner, K.S. Thind & Dev 1958. Clavulina mussooriensis ingår i släktet Clavulina och familjen Clavulinaceae.   Inga underarter finns listade i Catalogue of Life.